# Ao Haru Ride (filme)
Ao Haru Ride (アオハライド) é um filme japonês em live-action dos géneros comédia, drama e romance, realizado por Takahiro Miki e escrito por Tomoko Yoshida. Foi protagonizado por Tsubasa Honda e Masahiro Higashide e lançado nos cinemas japoneses a 13 de dezembro de 2014.

## Elenco
- Tsubasa Honda como Futaba Yoshioka[3]
- Masahiro Higashide como Kou Mabuchi
- Izumi Fujimoto como Yuri Makita
- Yua Shinkawa como Shuko Murao
- Ryo Yoshizawa como Aya Kominato
- Yū Koyanagi como Yoichi Tanaka
- Yudai Chiba como Toma Kikuchi
- Mitsuki Takahata como Yui Narumi
- Airi Tazume
- Mizuki Itagaki

## Banda sonora
O tema musical do filme foi "Kirari" (キラリ), que foi interpretado pela banda japonesa Ikimono-gakari.

## Reconhecimentos
| Prémio                      | Categoria              | Destinatários e nomeados | Resultado | Ref(s)      |
| --------------------------- | ---------------------- | ------------------------ | --------- | ----------- |
| Kinema Junpo                | Melhor ator revelação  | Masahiro Higashide       | Venceu    | [ 6 ] [ 7 ] |
| Festival de Cinema de Ósaca | Melhor atriz revelação | Izumi Fujimoto           | Venceu    | [ 8 ]       |